# Глазчатый трагопан

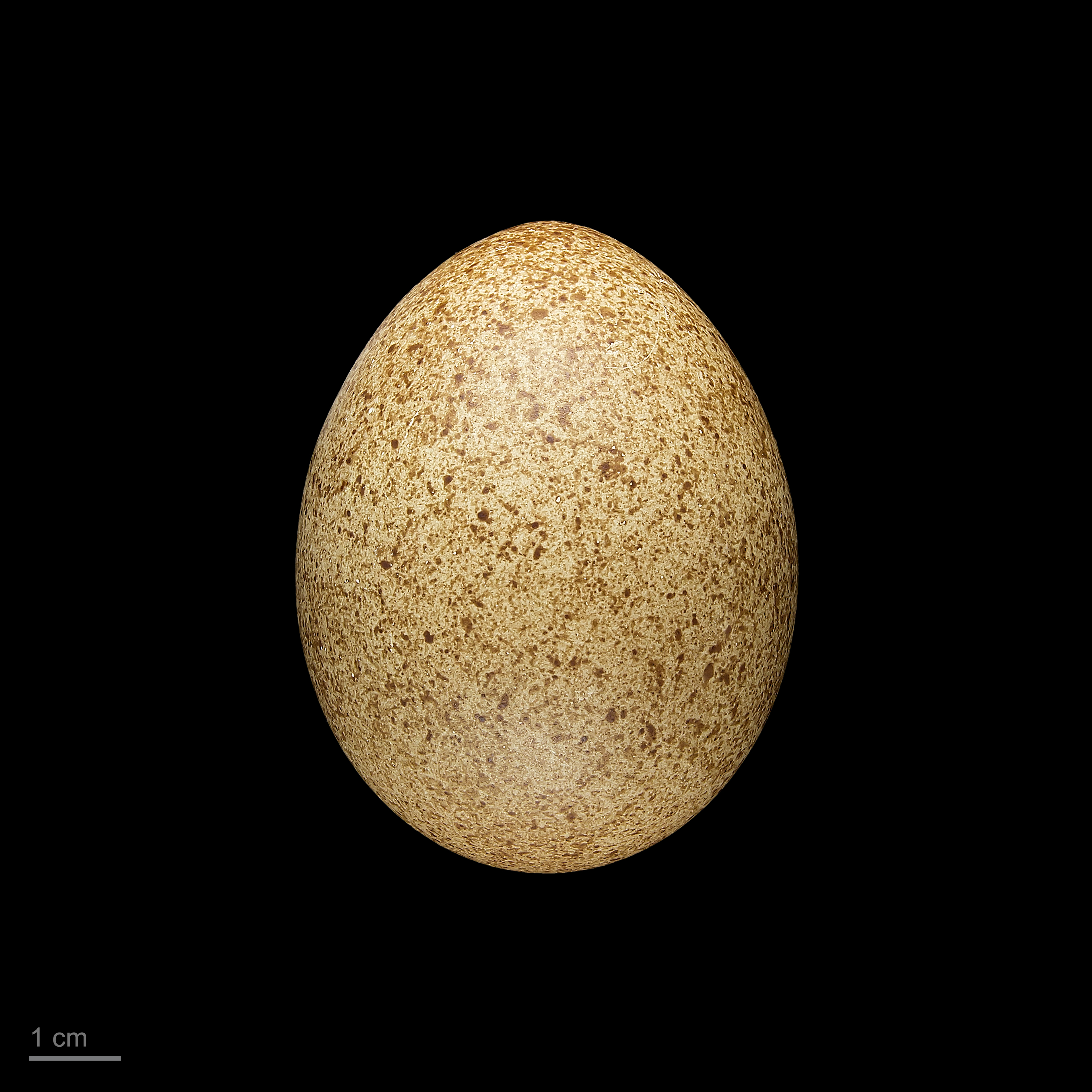
яйцо Tragopan temminckii — Тулузский музей

Глазчатый трагопан (лат. Tragopan temminckii) — азиатская птица семейства фазановых. Видовое название дано в честь голландского зоолога К. Я Темминка (1778—1858).

## Описание
Глазчатый трагопан длиной 60 см — это коренастая птица с коротким хвостом. У самца красное оперение с серыми и чёрно-белыми пятнами. Беспёрое, голубое лицо обрамлено чёрным цветом. Хохолок, шея и грудь оранжевые. У свисающих подобных лацканам мешков гортани узор состоит из оттенков синего и контрастных красных пятен. От похожего трагопана-сатира он отличается, прежде всего, более светлым синим цветом лица и красной верхней стороной. У самки коричневое оперение с белыми пятнами, очень похожа на самок трагопана-сатира.

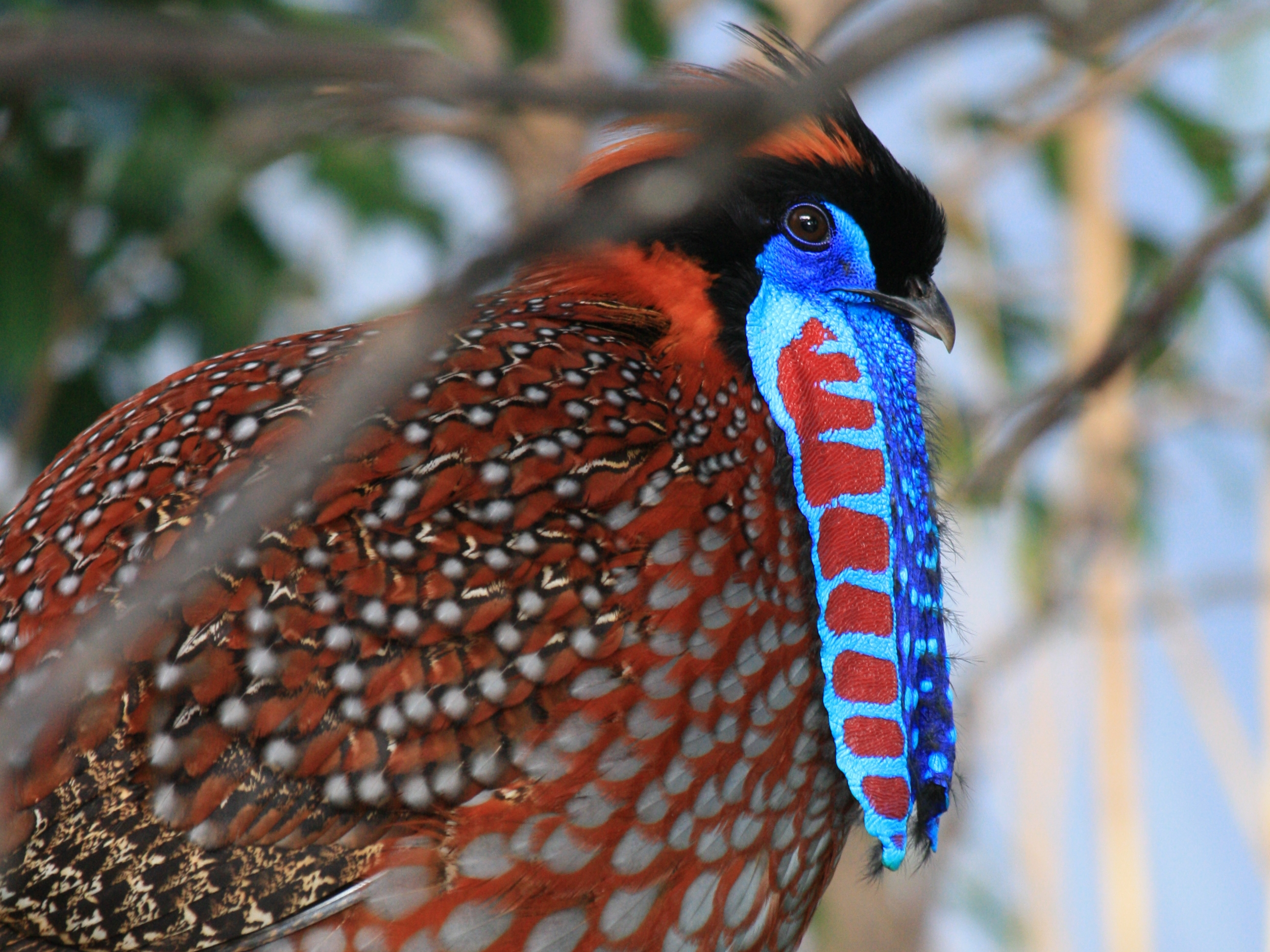
Петух в зоопарке

## Распространение
Глазчатый трагопан обитает в вечнозелёных или смешанных горных лесах на высоте до 4 600 м в Тибете, в центральном Китае, в Бутане, в северо-восточной Индии, в Бирме и в северном Вьетнаме.

## Поведение
Ночь птицы проводят, отдыхая на деревьях, в течение дня они ищут на земле корм. Питание состоит из цветков, листьев, ростков бамбука, ягод, а также из насекомых.

## Размножение
Во время токования самец нахохливает оперение и хохол. Мешки гортани раздуваются таким образом, чтобы оттопыривались «рога».
В кладке от 2 до 4 яиц, которые самка насиживает примерно 4 недели. Молодые птицы умеют летать уже через несколько дней после своего появления. В течение первых недель они питаются беспозвоночными и лишь позднее переходят к растительной пище.